# Бархатница климена
Бархатница климена (Kirinia climene) — дневная бабочка из семейства Бархатницы.

## Этимология названия
Климена (греческая мифология; правильное написание Clymene) — нимфа, дочь Океана и Фетиды.

## Описание
Длина переднего крыла — 21—28 мм. Размах крыльев — 39—49 мм. Общий фон окраски крыльев — коричневый. Крылья на верхней стороне со слабо развитым рисунком, содержащим неконтрастные, охристо-рыжие поля. У корня переднего крыла заметно вздута костальная жилка, еще две — слегка утолщены. Дискальная ячейка заднего крыла открытая. Верхняя сторона переднего крыла коричнево-бурая с обширным охристым полем, пересеченным тёмными жилками. Рисунок нижней стороны переднего крыла полностью повторяет таковой верха, с большим охристым полем и глазком близ вершины. Заднее крыло на верхней стороне бурого цвета с несколькими темными пятнами у края. Нижняя сторона заднего крыла — светло-бурая. Постдискальная перевязь белесоватая, прерывистая, на её фоне расположен полный ряд глазчатых пятен различного диаметра. Жилки несколько осветлены. Бахромка обоих крыльев пестрая. Половой диморфизм незначительный.

## Ареал
Юго-Восточная Европа, Балканский полуостров, юг Украины (Запорожская, Донецкая и Луганская области), европейская часть России, Кавказ, Закавказье, Малая и частично Западная Азия, Турция, Северный Иран. Очень локальный вид.

## Биология
За год развивается в одном поколении. Время лёта на юге ареала с конца мая до начала августа; в Европе и средней полосе России — в июне—июле.
Населяет поляны и опушки лесов, встречается в редколесьях. Бабочки преимущественно летают между ветвями кустарников по опушкам редколесий, очень осторожны, обычно держатся в высоком травостое. Питаются нектаром цветущих кустарников и травянистых растений-медоносов.
Гусеница кормится на растениях семейства злаковых. Зимуют гусеницы.

## Охрана
Занесён в Красную книгу Украины, как уязвимый вид.
Вид включен в региональные Красные книги России таких субъектов как Краснодарский край, Пензенская область, Саратовская область, Ульяновская область, Воронежская область.